# Cladophlebis
Cladophlebis é um género extinto de feto, que ocorreu durante o Mesozóico e fim do Paleozóico. Era uma planta comum durante essa época , entre 284,4 a 70,6 milhões de anos atrás. Ocorria no hemisfério norte e sul. Pertencia à ordem de plantas denominada Filicales.
Existiram inúmeras espécies de Cladophlebis, incluindo:
- C. akhtashensis
- C. arctica
- C. browniana
- C. denticulata
- C. dunberi
- C. haiburnensis
- C. heterophylla
- C. hirta
- C. impressa
- C. kurtzi
- C. lobifolia
- C. nebbensis
- C. patagonica
- C. phlebopteris
- C. porsildi
- C. readi
- C. remota
- C. roessertii
- C. septentrionalis
- C. simplicima
- C. spectabilis
- C. tenuis
- C. wyomingensis
- C. yanschinii.